# Azerbaiyán en los Juegos Olímpicos de la Juventud 2014
Azerbaiyán participó en los Juegos Olímpicos de la Juventud 2014, siendo ésta su segunda participación en la competencia (la primera en Singapur, en 2010). Estos juegos, se realizaron en la ciudad de Nankín, China, del 16 de agosto al 28 de agosto de dicho año. La delegación de Azerbaiyán estuvo compuesta por 21 deportistas que compitieron en 9 deportes.

## Medallistas
| Medalla | Nombre          | Deporte   | Evento                    | Fecha        |
| ------- | --------------- | --------- | ------------------------- | ------------ |
| Oro     | Said Guliyev    | Taekwondo | Chicos -73 kg             | 20 de agosto |
| Oro     | Islambek Dadov  | Lucha     | Chicos Greco-Romano -69kg | 25 de agosto |
| Oro     | Rufat Huseynov  | Boxeo     | Chicos -49 kg             | 27 de agosto |
| Oro     | Teymur Mamedov  | Lucha     | Chicos Freestyle -63kg    | 27 de agosto |
| Oro     | Igbal Hajizade  | Lucha     | Chicos Freestyle -100kg   | 27 de agosto |
| Plata   | Natig Gurbanli  | Judo      | Chicos -55 kg             | 17 de agosto |
| Plata   | Leyla Aliyeva   | Judo      | Chicas -44 kg             | 17 de agosto |
| Plata   | Ceren Ozbek     | Taekwondo | Chicas -44 kg             | 17 de agosto |
| Plata   | Boris Yotov     | Remo      | Chicos Singles            | 20 de agosto |
| Plata   | Jabbar Najafov  | Lucha     | Chicos Greco-Romano -50kg | 25 de agosto |
| Plata   | Leyla Gurbanova | Lucha     | Chicas Freestyle -52kg    | 26 de agosto |
| Bronce  | Nazim Babayev   | Atletismo | Triple salto              | 25 de agosto |

## Atletismo
Azerbaiyán calificó a 3 atletas para competir en los acontecimientos siguientes.
Referencias: Q=Final A (ronda de medallas); B=Final B (sin medalla); q}C=Final C (sin medalla); D=Final D (sin medalla); E=Final E (sin medalla)
Chicos
Eventos de campo
| Atleta        | Evento       | Calificación | Calificación | Final     | Final    |
| Atleta        | Evento       | Distancia    | Posición     | Distancia | Posición |
| ------------- | ------------ | ------------ | ------------ | --------- | -------- |
| Nazim Babayev | Triple salto |              |              |           |          |

Chicas
Eventos de pista
| Atleta          | Evento | Preliminar | Preliminar | Final     | Final    |
| Atleta          | Evento | Distancia  | Posición   | Distancia | Posición |
| --------------- | ------ | ---------- | ---------- | --------- | -------- |
| Benafeta Gadiez | 3000 m |            |            |           |          |

Eventos de campo
| Atleta          | Evento            | Calificación | Calificación | Final     | Final    |
| Atleta          | Evento            | Distancia    | Posición     | Distancia | Posición |
| --------------- | ----------------- | ------------ | ------------ | --------- | -------- |
| Yelena Gladkova | Salto con pértiga |              |              |           |          |

## Boxeo
Azerbaiyán calificó a 3 boxeadores basado en su rendimiento en el 2014 AIBA Juventud Campeonatos Mundiales
Chicos
| Atleta              | Evento | Preliminar          | Semifinales         | Final / RM          | Rango |
| Atleta              | Evento | Oposición Resultado | Oposición Resultado | Oposición Resultado | Rango |
| ------------------- | ------ | ------------------- | ------------------- | ------------------- | ----- |
| Rufat Huseynov      | -49 kg |                     |                     |                     |       |
| Masud Yusifzada     | -52 kg |                     |                     |                     |       |
| Mahammadali Tahirov | +91 kg |                     |                     |                     |       |

## Judo
Azerbaiyán clasificó dos judocas en la competición masculino y femenina, sobre la base de su resultado en el Campeonato Mundial 2013 de Judo categoría Cadete.
Individual
| Atleta         | Evento        | Cuartos de final    | Semifinales         | Rep 1               | Final / MB          | Rango |
| Atleta         | Evento        | Oposición Resultado | Oposición Resultado | Oposición Resultado | Oposición Resultado | Rango |
| -------------- | ------------- | ------------------- | ------------------- | ------------------- | ------------------- | ----- |
| Natig Gurbanli | Chicos -55 kg |                     |                     | —                   |                     |       |
| Leyla Aliyeva  | Chicas -44 kg |                     |                     |                     |                     |       |

Equipo
| Atletas | Evento       | Ronda de 16               | Cuartos de final             | Semifinales         | Final               | Rango |
| Atletas | Evento       | Oposición Resultado       | Oposición Resultado          | Oposición Resultado | Oposición Resultado | Rango |
| --- | ------------ | ------------------------- | ---------------------------- | ------------------- | ------------------- | ----- |
| Equipo Tani Francesco Aufieri (MLT) Rostislav Dashkov (KGZ) Luis Gonzalez (VEN) Natig Gurbanli (AZE) Ulyana Minenkova (BLR) Khulan Tseregbaatar (MGL) Hassiatou Yahaya Aboubacar (NIG) | Equipo mixto | Equipo Xian (MIX) L 0 – 7 | No avanzó                    | No avanzó           | No avanzó           | 9     |
| Equipo Van De Walle Paola Acevedo (PUR) Leyla Aliyeva (AZE) Nokutula Banda (ZAM) Marco Montoya (COL) Ivan Silva Morales (CUB) Unelle Snyman (RSA) Peta Zadro (BIH)                     | Equipo mixto | —                         | Equipo Geesink (MIX) L 3 – 4 | No avanzó           | No avanzó           | 5     |

## Lucha
Azerbaiyán calificó dos atletas, basaron en su rendimiento en la Cacerola Campeonatos de Cadete Europeo en 2014.
Clave:
- VT - Victoria por Caída.
- PP - Decisión por Puntos - el perdedor con puntos técnicos.
- PO - Decisión por Puntos - el perdedor sin puntos técnicos.

Chicos
| Atleta          | Evento             | Etapa de grupo       | Etapa de grupo       | Etapa de grupo       | Etapa de grupo | Final / RM           | Rango |
| Atleta          | Evento             | Oposición Puntuación | Oposición Puntuación | Oposición Puntuación | Rango          | Oposición Puntuación | Rango |
| --------------- | ------------------ | -------------------- | -------------------- | -------------------- | -------------- | -------------------- | ----- |
| Teymur Mammadov | Freestyle -63kg    |                      |                      |                      |                |                      |       |
| Igbal Hajizada  | Freestyle -100kg   |                      |                      |                      |                |                      |       |
| Jabbar Najafov  | Greco-Romano -50kg |                      |                      |                      |                |                      |       |
| Islambek Dadov  | Greco-Romano -69kg |                      |                      |                      |                |                      |       |

Chicas
| Atleta          | Evento          | Etapa de grupo       | Etapa de grupo       | Etapa de grupo       | Etapa de grupo | Final / RM           | Rango |
| Atleta          | Evento          | Oposición Puntuación | Oposición Puntuación | Oposición Puntuación | Rango          | Oposición Puntuación | Rango |
| --------------- | --------------- | -------------------- | -------------------- | -------------------- | -------------- | -------------------- | ----- |
| Leyla Gurbanova | Freestyle -52kg |                      |                      |                      |                |                      |       |

## Natación
Azerbaiyán calificó a un nadador.
Chicas
| Atleta          | Evento           | Preliminar | Preliminar | Final  | Final    |
| Atleta          | Evento           | Tiempo     | Posición   | Tiempo | Posición |
| --------------- | ---------------- | ---------- | ---------- | ------ | -------- |
| Elvira Hasanova | 200 metros libre |            |            |        |          |

## Remo
Azerbaiyán calificó un barco sobre la base de su resultado en los Campeonatos Mundiales de Remo Júnior de 2013.
| Atleta      | Evento         | Preliminar | Preliminar | Repechaje | Repechaje | Semifinales | Semifinales | Final  | Final    |
| Atleta      | Evento         | Tiempo     | Posición   | Tiempo    | Posición  | Tiempo      | Posición    | Tiempo | Posición |
| ----------- | -------------- | ---------- | ---------- | --------- | --------- | ----------- | ----------- | ------ | -------- |
| Boris Yotov | Chicos Singles |            |            |           |           |             |             |        |          |

Leyenda: R = Clasificado al repechaje; B = Clasificado a la final B (sin medallas); A = Clasificado a la final A (medallas)

## Taekwondo
Azerbaiyán calificó a cuatro atletas basados en su rendimiento en el Torneo de Calificación De Taekwondo.
Chicos
| Atleta       | Evento | Ronda de 16         | Cuartos de final    | Semifinales         | Final               | Rango |
| Atleta       | Evento | Oposición Resultado | Oposición Resultado | Oposición Resultado | Oposición Resultado | Rango |
| ------------ | ------ | ------------------- | ------------------- | ------------------- | ------------------- | ----- |
| Said Guliyev | −73 kg |                     |                     |                     |                     |       |

Chicas
| Atleta            | Evento | Ronda de 16         | Cuartos de final    | Semifinales         | Final               | Rango |
| Atleta            | Evento | Oposición Resultado | Oposición Resultado | Oposición Resultado | Oposición Resultado | Rango |
| ----------------- | ------ | ------------------- | ------------------- | ------------------- | ------------------- | ----- |
| Ceren Ozbek       | −44 kg |                     |                     |                     |                     |       |
| Safiye Polat      | −49 kg |                     |                     |                     |                     |       |
| Gulhanim Yeşildaş | −55 kg |                     |                     |                     |                     |       |

## Tiro
Azerbaiyán recibió un comodín para competir.
Individual
| Atleta         | Evento                      | Cualificación | Cualificación | Final  | Final |
| Atleta         | Evento                      | Puntos        | Rango         | Puntos | Rango |
| -------------- | --------------------------- | ------------- | ------------- | ------ | ----- |
| Urfan Akhundov | Chicos Pistola de aire 10 m |               |               |        |       |

Equipo
| Atletas | Evento                            | Cualificación | Cualificación | Ronda de 16         | Cuartos de final    | Semifinales         | Final / MB          | Rango |
| Atletas | Evento                            | Puntos        | Rango         | Oposición Resultado | Oposición Resultado | Oposición Resultado | Oposición Resultado | Rango |
| ------- | --------------------------------- | ------------- | ------------- | ------------------- | ------------------- | ------------------- | ------------------- | ----- |
|         | Equipo mixto Pistola de aire 10 m |               |               |                     |                     |                     |                     |       |

## Tiro con arco
Azerbaiyán clasificó un atleta el evento femenino, según los resultados de la Copa Mundial de Tiro con arco Juvenil de 2013.
Individual
| Atleta                   | Evento            | Ronda de clasificación | Ronda de clasificación | Ronda de 32          | Ronda de 16          | Cuartos de final     | Semifinales          | Final / MB           | Rango |
| Atleta                   | Evento            | Puntaje                | Siembra                | Oposición Puntuación | Oposición Puntuación | Oposición Puntuación | Oposición Puntuación | Oposición Puntuación | Rango |
| ------------------------ | ----------------- | ---------------------- | ---------------------- | -------------------- | -------------------- | -------------------- | -------------------- | -------------------- | ----- |
| Sughrakhanim Mugabilzada | Chicas Individual | 618                    | 23                     | Zyzanska (POL) L 3–7 | No avanzó            | No avanzó            | No avanzó            | No avanzó            | 17    |

Equipo
| Atletas | Evento       | Ronda de clasificación | Ronda de clasificación | Ronda de 32          | Ronda de 16          | Cuartos de final     | Semifinales          | Final / MB           | Rango |
| Atletas | Evento       | Puntaje                | Siembra                | Oposición Puntuación | Oposición Puntuación | Oposición Puntuación | Oposición Puntuación | Oposición Puntuación | Rango |
| ------- | ------------ | ---------------------- | ---------------------- | -------------------- | -------------------- | -------------------- | -------------------- | -------------------- | ----- |
|         | Equipo mixto |                        |                        |                      |                      |                      |                      |                      |       |